# Percy Abercrombie
Percy Abercrombie (1 januari 1884 – 22 mei 1964) was een Australianfootballspeler die speelde voor Essendon Football Club en South Melbourne Football Club in de Victorian Football League (VFL). Abercrombie werd overgenomen van Hawthorn Football Club in de VMFL en speelde ook periodes bij Fremantle Football Club en Brighton Football Club.